# Енес Салі
Енес Салі (рум. Enes Sali; нар. 23 лютого 2006, Торонто, Канада) — румунський футболіст турецького походження, атакувальний півзахисник клубу «Даллас» та збірної Румунії. Наймолодший футболіст в історії, який зіграв у офіційному матчі за національну європейську збірну.

## Клубна кар'єра
Уродженець Торонто (Онтаріо, Канада), Салі тренувався у футбольній академії клубу «Вудбрідж Страйкерс». У 2017 році став гравцем футбольної академії іспанської «Барселони», де провів два сезони, але через складнощі з боку ФІФА був відпущений клубом. Після цього колишній румунський футболіст Георге Хаджі переконав батька Салі переїхати до Румунії разом із сином, щоб молодий футболіст міг приєднатися до академії Георге Хаджі, яка була молодіжною базою клубу «Фарул».
9 серпня 2021 року Салі дебютував в основному складі «Фарула» у матчі румунської Ліги I проти «Сепсі». 13 вересня 2021 року Енес забив свій перший гол за «Фарул» у матчі румунської Ліги I проти «Академіки», у віці 15 років, 6 місяців і 21 дня, ставши наймолодшим автором голу в історії румунського чемпіонату. 11 жовтня 2023 року англійська газета The Guardian назвала його одним із найкращих гравців світу, народжених у 2006 році.
4 грудня 2023 року було оголошено про перехід Салі до клубу MLS «Даллас». Гравець підписав з американським клубом чотирирічний контракт із клубною опцією продовження ще на один рік. Спочатку молодий талант виступав за фарм-клуб «Норт Тексас» у MLS Next Pro. За першу команду «Далласа» дебютував 31 липня 2024 року в матчі Кубка ліг проти мексиканського «Хуареса», замінивши наприкінці другого тайму Логана Фаррінгтона.

## Кар'єра у збірній
Виступав за збірні Румунії до 16 та до 17 років.
3 листопада 2021 року 15-річний Салі отримав виклик до національної збірної Румунії. 14 листопада вийшов на заміну в матчі відбіркового турніру до чемпіонату світу 2022 року проти збірної Ліхтенштейну, ставши у віці 15 років, 8 місяців і 22 дні наймолодшим футболістом в історії, який зіграв в офіційному матчі за європейську збірну, обійшовши попереднього рекордсмена, норвежця Мартіна Едегора на 37 днів.

## Особисте життя
Батьки Енеса зустрілися в Констанці (Румунія), вони обоє родом із Туреччини. Після укладання шлюбу вони переїхали до Канади, де жила родина матері Енеса. Там і народився Енес.